# Paleogenetica
La paleogenetica è lo studio del passato attraverso l'esame del materiale genetico preservato proveniente dai resti di antichi organismi. Emile Zuckerkandl e il chimico fisico Linus Carl Pauling introdussero il termine "paleogenetica" nel 1963, in riferimento all'esame delle possibili applicazioni nella ricostruzione di sequenze di polipeptidi del passato.  La prima sequenza di un DNA antico, isolato da un campione museale del quagga estinto, fu pubblicata nel 1984 da una squadra guidata da Allan Wilson.
La paleogenetica tenta inoltre di risalire ad un albero genealogico delle mutazioni genetiche in base all'esame del dna delle popolazioni attualmente viventi. Tra i pionieri di questa metodologia è stato l'italiano Luigi Luca Cavalli Sforza, che ha correlato l'evoluzione genetica umana a quella linguistica e alle antiche migrazioni dei popoli.
I paleogenetisti non ricreano veri organismi, ma ricompongono sequenze di DNA antico usando vari metodi analitici. In molti modi, i tratti genetici di un organismo sono "le sole testimonianze dirette delle specie estinte e degli eventi evolutivi".

## Applicazioni

### Evoluzione
Sequenze simili si trovano spesso lungo le catene proteiche dei polipeptidi in specie diverse. Questa somiglianza è legata direttamente alla sequenza del DNA (il materiale genetico dell'organismo). Essendo improbabile che questo sia dovuto a un fatto casuale, ed essendo la loro consistenza troppo lunga per essere attribuita a una convergenza per selezione naturale, queste somiglianze possono essere legate plausibilmente all'esistenza di un antenato comune con geni comuni. Questo consente alle sequenze polipeptidiche di essere confrontate tra specie, e la differenza tra due sequenze genetiche può essere usata per determinare - entro un certo margine di errore - il momento in cui esisteva un antenato comune.

#### Evoluzione umana
Usando il femore di una femmina di Neanderthal, il team guidato da Svante Pääbo scoprì nel 2009 il 63% del genoma dei Neanderthal e furono decodificate 3,7 miliardi di basi di DNA. Ciò dimostrava che l'Homo neanderthalensis era il parente vivente più stretto dell'Homo sapiens, finché la prima stirpe non si estinse 30 000 anni fa. Si dimostrò che il genoma di Neandertal era all'interno del campo di variazione di quelli degli esseri umani anatomicamente moderni, anche se alla periferia estrema di quel campo di variazione. L'analisi paleogenetica suggerisce anche che i Neandertal condividevano più DNA con gli scimpanzé che con l'Homo sapiens. Si scoprì anche i Neandertals erano geneticamente meno diversi di quanto siano gli esseri umani moderni, il che indica che l'Homo neandertalensis si sviluppò da un gruppo composto da relativamente pochi individui. Le sequenze di DNA suggeriscono che l'Homo sapiens apparve per la prima volta all'incirca fra 130 000 e 250 000 anni fa in Africa.
La paleogenetica apre molte nuove possibilità per lo studio dell'evoluzione e della dispersione degli ominidi. Analizzando i genomi dei resti degli ominidi, la loro stirpe può essere fatta risalire da dove venivano, o da dove condividono un antenato comune. L'Homo di Denisova, una specie di ominide trovata in Siberia dalla quale poté essere estratto il DNA, potrebbe mostrare segni di avere geni che non si trovano in alcun genoma di Neanderthal o di Homo sapiens, che rappresentano probabilmente una nuova stirpe o specie di ominide.

### Evoluzione della cultura
Guardare il DNA può aiutare a comprendere i modi di vita delle persone del passato. Ad esempio, il DNA dei Neandertal mostra che vivevano in piccole comunità temporanee. L'analisi del DNA può anche mostrare restrizioni e mutamenti dietetici, come il fatto che l'Homo neandertalensis fosse intollerante al lattosio.

## Archeologia

### Antiche malattie
Studiare il DNA dei defunti ci permette anche di contemplare la storia medica della razza umana. Guardando al passato possiamo scoprire quando certe malattie apparvero per la prima volta e cominciarono ad affliggere gli esseri umani.

#### Ötzi
Il più vecchio caso di malattia di Lyme fu scoperto nel genoma di un uomo chiamato Ötzi, meglio conosciuto come l'Uomo venuto dal ghiaccio o la Mummia del Similaun. Ötzi morì intorno al 3300 a.C., e i suoi resti furono scoperti nelle Alpi Orientali all'inizio degli anni 1990. Un'analisi dei suoi geni fu condotta 2 anni più tardi. Resti genetici del batterio che causa la malattia di Lyme, Borrelia burgdorferi, furono scoperti nel materiale genetico di Ötzi.

### Addomesticamento degli animali
Attraverso la paleogenetica non solo possono essere indagati gli esseri umani del passato, ma possono anche essere esaminati gli organismi sui quali essi producevano un effetto. Attraverso l'esame della divergenza trovata in specie addomesticate come il bestiame rispetto alle testimonianze paleontologiche dei corrispondenti animali selvatici, può essere studiato l'effetto dell'addomesticamento, che potrebbe dirci molto sui comportamenti delle culture che li addomesticavano questi animali. La genetica di questi animali rivela anche tratti non mostrati dai resti paleontologici, come certi indizi riguardo al loro comportamento, al loro sviluppo e alla loro maturazione. La diversità dei geni può anche indicare dove le specie furono addomesticate e come questi animali addomesticati migrarono altrove da queste località.

## Sfide
I resti fossili esprimono solo una piccola frazione del DNA originale presente in un organismo. Questo è dovuto alla degradazione del DNA nel tessuto morto, che è degradato da fattori chimici e biologici dell'ambiente, a meno che gli enzimi di riparazione presenti nel tessuto vivente siano funzionanti. Affinché il DNA sfugga alla degradazione totale, deve essere preservato nell'osso fossilizzato. Non si conosce del tutto quali siano i fattori che influenzano la preservazione del DNA, a parte la temperatura e il tempo. Le regioni afose e aride tipicamente preservano il DNA meno delle regioni del permafrost, dove potrebbe preservarsi gran parte del DNA. La preservazione del DNA nelle ossa fossilizzate è piuttosto un "caso fortuito". Inoltre, il DNA si degrada molto più velocemente dopo lo scavo dei materiali, e l'osso appena scavato ha una probabilità molto più alta di contenere materiale genetico vitale. Dopo lo scavo, l'osso può anche contaminarsi con DNA moderno (cioè a causa del lavaggio o durante lo scavo), il che può creare risultati falso-positivi.
È difficile determinare il momento della divergenza in organismi che esistono nella storia abbastanza recente. L'evoluzione avviene lungo vasti archi temporali, e periodi di tempo brevi potrebbero non essere in grado di produrre grandi variazioni all'interno del genoma degli animali. Questi animali preservati nella storia recente con poche variazioni sono, di conseguenza, candidati perfetti per lo studio della paleogenetica.